# Feiertage in der DDR
Die Feiertage in der Deutschen Demokratischen Republik wurden seit 1967 im gesamten Staatsgebiet einheitlich begangen.

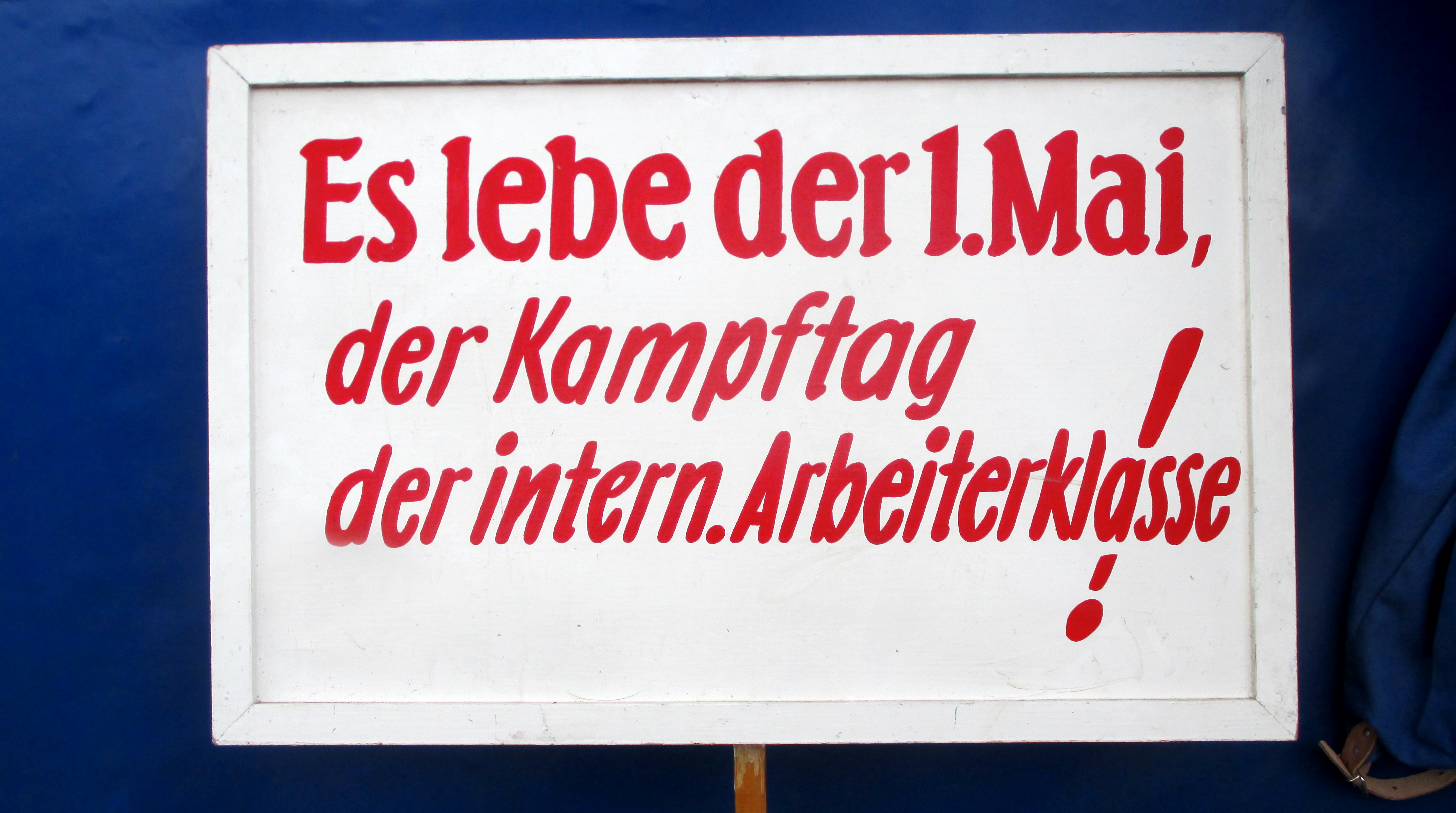
DDR – Schild um 1960 – „Es lebe der 1. Mai, der Kampftag der intern. Arbeiterklasse!“

Bis 1966 bestanden in fast allen Landesbereichen 14 Feiertage. Im Zusammenhang mit der Einführung der „Fünftagewoche“ wurden 1966/67 fünf Feiertage gestrichen, sodass – mit zweimaliger Ausnahme 1975 und 1985 – bis zur Wende im gesamten Land neun jährlich begangene Feiertage bestanden. Mit der Abschaffung des nicht in allen Landesteilen begangenen Reformationstags wurde damit auch nicht mehr wie heute in Deutschland zwischen bundeseinheitlichen (zum Beispiel Christi Himmelfahrt, Tag der Deutschen Einheit) und regional begrenzten (zum Beispiel Fronleichnam, Buß- und Bettag) Feiertagen unterschieden.

## Gesetzliche Feiertage

### Übersicht
Gesetzliche, arbeitsfreie Feiertage in der DDR waren:
| Feiertag                                                                        | Datum                         | Bemerkung                                                                  |
| ------------------------------------------------------------------------------- | ----------------------------- | -------------------------------------------------------------------------- |
| Neujahr                                                                         | 1. Januar                     |                                                                            |
| Karfreitag                                                                      | 2 Tage vor Ostersonntag       |                                                                            |
| Ostersonntag                                                                    | siehe Osterdatum              |                                                                            |
| Ostermontag                                                                     | 1 Tag nach Ostersonntag       | bis 1967 sowie 1990                                                        |
| Internationaler Kampf- und Feiertag der Werktätigen für Frieden und Sozialismus | 1. Mai                        |                                                                            |
| Tag der Befreiung                                                               | 8. Mai                        | bis 1967 sowie 1985                                                        |
| Tag des Sieges                                                                  | 9. Mai                        | nur 1975                                                                   |
| Christi Himmelfahrt                                                             | 39 Tage nach Ostersonntag     | bis 1967 sowie 1990                                                        |
| Pfingstsonntag                                                                  | 49 Tage nach Ostersonntag     |                                                                            |
| Pfingstmontag                                                                   | 50 Tage nach Ostersonntag     |                                                                            |
| Tag der Republik                                                                | 7. Oktober                    |                                                                            |
| Reformationstag                                                                 | 31. Oktober                   | bis 1966 (nicht in den Bezirken Halle und Magdeburg sowie in Berlin (Ost)) |
| Buß- und Bettag                                                                 | Mittwoch vor dem 23. November | bis 1966                                                                   |
| 1. Weihnachtsfeiertag                                                           | 25. Dezember                  |                                                                            |
| 2. Weihnachtsfeiertag                                                           | 26. Dezember                  |                                                                            |

### Entwicklung
Auf der Grundlage von Festlegungen des VII. Parteitags der SED (17. bis 22. April 1967) wurden im Zusammenhang mit der Einführung der Fünftagewoche fünf Feiertage gestrichen. Walter Ulbricht führte auf diesem Parteitag aus, dass die DDR zu den Ländern mit den meisten Feiertagen, von denen der größte Teil auf Werktage fiel, gehöre. Ohne die Streichung einiger Feiertage wäre ansonsten eine halbstündige Verlängerung der täglichen Arbeitszeit (in der DDR üblicherweise 8,75 Stunden) zur Kompensation des als Arbeitstag wegfallenden Sonnabends nötig gewesen. Ursprünglich sollten auch Karfreitag und Pfingstmontag gestrichen werden, doch die Intervention des damaligen CDU-Vorsitzenden Gerald Götting bei Willi Stoph verhinderte das.
Da die Verordnung am 28. August 1967 in Kraft trat, waren 1967 der Reformationstag sowie der Buß- und Bettag keine Feiertage mehr. Die Arbeitszeit von Karfreitag und Pfingstmontag war am Sonnabend nach Ostern bzw. Pfingsten nachzuholen. Diese Regelung wurde wenige Jahre später aufgehoben. Während der Ostermontag entfiel, war der Pfingstmontag ein klassischer Feiertag. Die freien Nachmittage am 24. Dezember (Heiligabend) und 31. Dezember (Silvester) mussten an einem Sonnabend Anfang Dezember vorgearbeitet oder durch einen Urlaubstag ausgeglichen werden.
Nach der politischen Wende in der DDR 1989 wurden die gestrichenen Feiertage (außer dem Tag der Befreiung) kurz vor Ostern 1990 wieder eingeführt;
Ostermontag und Christi Himmelfahrt waren in den letzten Monaten der DDR somit wieder gesetzlich arbeitsfreie Feiertage. Der gleichfalls wieder eingeführte Reformationstag blieb gemäß Anlage II Kapitel VIII Sachgebiet C – Sozialer Arbeitsschutz, Abschnitt III, Ziffer 3 bis zum Inkrafttreten landesrechtlicher Regelungen fortgeltendes Recht der DDR und damit gesetzlicher Feiertag in den Ländern Brandenburg, Mecklenburg-Vorpommern, Sachsen, Sachsen-Anhalt und Thüringen.

## Ehren- und Gedenktage
- Sonntag, der dem 15. Januar am nächsten lag – Gedenktag zu Ehren von Karl Liebknecht und Rosa Luxemburg (Ermordung am 15. Januar 1919)
- 2. Sonntag im Februar – Tag der Werktätigen des Post- und Fernmeldewesens
- 8. Februar – Tag des Ministeriums für Staatssicherheit (MfS)
- 11. Februar – Tag der Zivilverteidigung
- 15. Februar 1958 – Gründung des CIMEA, internationales Komitee der Kinder- und Jugendbewegung beim WBDJ
- 3. Sonntag im Februar – Tag der Mitarbeiter des Handels
- 1. März – Tag der Nationalen Volksarmee
- 7. März – Tag der Gründung der Freien Deutschen Jugend
- 8. März – Internationaler Frauentag
- 17. März – Weltschifffahrtstag (ab 1980 jeweils am letzten Donnerstag im September[6])
- 21. März – Internationaler Tag für die Beseitigung der Rassendiskriminierung
- 23. März – Welttag der Meteorologie
- 27. März – Welttheatertag
- 7. April – Weltgesundheitstag
- 2. Sonntag im April – Tag des Metallarbeiters
- 12. April – Internationaler Tag der Luft- und Raumfahrt, Tag der jungen Techniker und Naturforscher
- 18. April – Internationaler Denkmaltag
- 21. April – Tag der Gründung der Sozialistischen Einheitspartei Deutschlands
- 23. April – Welttag des Buches
- 24. April – Internationaler Tag der Jugend und Studenten gegen Kolonialismus und für die friedliche Koexistenz
- letzter Sonntag im April – Welttag der Partnerstädte
- 1. Mai – Internationaler Kampf- und Feiertag der Werktätigen
- 8. Mai – Jahrestag der Befreiung vom Hitlerfaschismus; Weltrotkreuztag
- 9. Mai – Tag des Sieges der Völker der UdSSR über den Hitlerfaschismus
- 10. Mai – Tag des freien Buches im Andenken an die Bücherverbrennung 1933 in Deutschland
- 17. Mai – Weltfernmeldetag
- 18. Mai – Internationaler Museumstag
- Freitag vor Pfingsten – Tag der Jugendbrigaden seit 1978
- 1. Juni – Internationaler Kindertag
- 5. Juni – Weltumwelttag
- 12. Juni – Tag des Lehrers
- 2. Sonntag im Juni – Tag des Eisenbahners; Tag der Werktätigen des Verkehrswesens
- 16. Juni – Internationaler Tag der Solidarität mit dem Kampf des Volkes von Südafrika – „Sowetotag“
- 3. Sonnabend im Juni – Tag der Werktätigen der Wasserwirtschaft
- 3. Sonntag im Juni – Tag der Genossenschaftsbauern und Arbeiter der sozialistischen Land- und Forstwirtschaft
- 22. Juni 1941 – Beginn des „Großen Vaterländischen Krieges“ der UdSSR nach Einmarsch der deutschen Wehrmacht
- 4. Sonntag im Juni – Tag des Bauarbeiters
- 1. Juli – Tag der Deutschen Volkspolizei
- 1. Sonntag im Juli – Tag des Bergmanns und des Energiearbeiters
- 18. Juli – Tag der Internationalen Brigaden
- 2. August 1945 – Unterzeichnung des Potsdamer Abkommens durch UdSSR, USA und Großbritannien
- 7. August 1952 – Gründung der Gesellschaft für Sport und Technik
- 1. September – Weltfriedenstag
- 8. September – Weltalphabetisierungstag
- 2. Sonntag im September – Internationaler Gedenktag für die Opfer des faschistischen Terrors und Kampftag gegen Faschismus und imperialistischen Krieg. Siehe auch Opfer des Faschismus
- 3. Sonnabend im September – Tag der Werktätigen des Bereiches der haus- und kommunalwirtschaftlichen Dienstleistungen
- 1. Oktober – Weltmusiktag
- 7. Oktober – Tag der Republik
- 9. Oktober – Weltposttag
- 13. Oktober – Tag der Seeverkehrswirtschaft
- 16. Oktober – Welternährungstag
- 3. Sonnabend im Oktober – Tag der Werktätigen der Leicht-, Lebensmittel- und Nahrungsgüterindustrie
- 24. Oktober – Tag der Vereinten Nationen
- 7. November – Tag der Oktoberrevolution
- 2. Sonntag im November – Tag des Chemiearbeiters
- 10. November 1945 – Gründung des WBDJ – Weltjugendtag
- 3. Sonntag im November – Tag des Metallurgen
- 17. November – Internationaler Studententag
- 17. November – Tag der Militärjustizorgane
- 29. November – Internationaler Tag der Solidarität mit dem palästinensischen Volk
- 1. Dezember – Tag der Grenztruppen der DDR
- 11. Dezember – Tag des Gesundheitswesens
- 13. Dezember 1948 – Pioniergeburtstag, Tag der Gründung der Pionierorganisation „Ernst Thälmann“
- 30. Dezember 1922 – Gründung der UdSSR
- 30. Dezember 1918 – Gründung der KPD